# フスカルド
フスカルド（イタリア語: Fuscaldo）は、イタリア共和国カラブリア州コゼンツァ県にある、人口約8,100人の基礎自治体（コムーネ）。

## 地理

### 位置・広がり

#### 隣接コムーネ
隣接するコムーネは以下の通り。
- チェルツェート
- グアルディア・ピエモンテーゼ
- ラッターリコ
- モングラッサーノ
- モンタルト・ウッフーゴ
- パオラ
- ロータ・グレーカ
- サン・ベネデット・ウッラーノ

## 行政

### 分離集落
フスカルドには、以下の分離集落（フラツィオーネ）がある。
- Cariglio, Pesco, San Pietro, Sant'Antonio, Scarcelli